# Athlèta Football Club
Dernière mise à jour : 11 avril 2023.
L'Athlèta Football Club est un club togolais de football féminin basé à Lomé.

## Histoire
L'Athlèta FC est sacré champion du Togo en 2015 ainsi qu'en 2017.
Le club remporte un nouveau titre de champion du Togo en 2021. Il représente donc le Togo aux éliminatoires de la Ligue des champions africaine 2022 mais est éliminé d'entrée avec 3 défaites en 3 matches.

## Palmarès
- Championnat du Togo
  - Champion : 2015, 2017 et 2021.
  - Vice-champion : 2022.